# Bartibog Bridge
Bartibog Bridge é um povoado localizado na província canadense de New Brunswick.